# Aleksandr Privalov
Aleksandr Privalov (n. 6 august 1933, Moscova, RSFS Rusă, URSS – d. 19 mai 2021, Moscova, Rusia) a fost un biatlonist ce a reprezentat Uniunea Republicilor Sovietice Socialiste, medaliat olimpic. A participat la 2 ediții ale Jocurilor Olimpice (1960, 1964) în care a câștigat o medalie de argint și o medalie de bronz.